# 이희 (북위)
이희(李熙, 생몰년 미상)는 중국 남북조시대 북위의 인물로 당나라의 초대 황제 고조의 고조부, 이천석의 부친, 이호의 조부, 이병의 증조부이다.
구당서에 따르면 이희는 흥성제의 증손자이자 조부는 이흠, 부친은 이중이(李重耳)라고 전해진다. 생전 관직은 금문진장(金門鎮將)이였고 무천진(武川鎮)을 진수했다. 사후 현손 이연이 즉위 후 선간공(宣简公)으로 추증되었다.
674년 8월 15일, 당 고종이 묘호 헌조(獻祖), 시호 선황제(宣皇帝)로 추존했으며 그의 아내 장씨(張氏)도 선헌황후(宣獻皇后)로 추존되었다.

## 계보

### 선조
- 천조: 이엄
- 고조: 이창
- 증조: 이고
- 조부: 이흠
- 부친: 이중이 - 홍농부군(弘農府君)
- 모후: 불명

### 후손
- 아들: 이천석 - 의조(懿祖)
- 손자: 이호 - 태조(太祖)
- 증손: 이병 - 세조(世祖)
- 현손: 당 고조
- 내손: 당 태종
- 곤손: 당 고종
- 잉손: 당 중종, 당 예종
- 운손: 당 현종